# Parula
Parula és un dels gèneres d'ocells de la família dels parúlids (Parulidae). Viu a Amèrica del Nord i Amèrica del Sud.
L'any 1758, Carl von Linné va classificar-los com a Baeolophus, però la taxonomia va desenvolupar el gènere i el nom va ser modificat primer a Parulus i llavors a la forma actual. El nom familiar, Parulidae, també deriva d'aquesta font.
Recerques genètiques recents han suggerit que Parula i Setophaga són congenèrics i haurien de ser fusionats. Com el nom Setophaga (publicat l'any 1827) agafa prioritat per damunt de Parula (publicat l'any 1838), totes l'espècies serien transferides a Setophaga si això és acceptat. Aquests canvis han estat acceptats per Comitè de Classificació d'Amèrica del Nord de la AOU, i l'IOC. Tanmateix el Comitè de Classificació d'Amèrica del sud de l'AOU continua utilitzar el gènere Parula.

## Taxonomia
Conté les següents espècies:
- - Parula gutturalis, (Cabanis, 1861)
  - Parula superciliosa, (Hartlaub, 1844)
  - Parula americana (bosquerola de pit groc), (L., 1758)
  - Parula pitiayumi, (Vieillot, 1817)